# Sparkasse Bamberg
Die Sparkasse Bamberg ist eine öffentlich-rechtliche Sparkasse mit Sitz in Bamberg in Bayern. Ihr Geschäftsgebiet sind die Stadt Bamberg und der Landkreis Bamberg.

## Organisationsstruktur
Die Sparkasse Bamberg ist eine Anstalt des öffentlichen Rechts. Träger ist der „Zweckverband Sparkasse Bamberg“, dessen Mitglieder sind der Landkreis Bamberg (57 %) und die kreisfreie Stadt Bamberg (43 %).
Rechtsgrundlagen sind das Sparkassengesetz, die bayerische Sparkassenordnung und die durch den Träger der Sparkasse erlassene Satzung. Organe der Sparkasse sind der Vorstand und der Verwaltungsrat.

## Geschäftsausrichtung
Die Sparkasse Bamberg betreibt als Sparkasse das Universalbankgeschäft.
Die Sparkasse Bamberg wies im Geschäftsjahr 2023 eine Bilanzsumme von 4,739 Mrd. Euro aus und verfügte über Kundeneinlagen von 3,881 Mrd. Euro. Gemäß der Sparkassenrangliste 2023 liegt sie nach Bilanzsumme auf Rang 101. Sie unterhält 39 Filialen/Selbstbedienungsstandorte und beschäftigt 693 Mitarbeiter.

## Sparkassen-Finanzgruppe
Die Sparkasse Bamberg ist Teil der Sparkassen-Finanzgruppe und gehört damit auch ihrem Haftungsverbund an. Er sichert den Bestand der Institute und sorgt dafür, dass sie auch im Fall der Insolvenz einzelner Sparkassen alle Verbindlichkeiten erfüllen können. Die Sparkasse vermittelt Bausparverträge der regionalen Landesbausparkasse, offene Investmentfonds der Deka und Versicherungen der Versicherungskammer Bayern. Im Bereich des Leasing arbeitet die Sparkasse Bamberg mit der  Deutschen Leasing zusammen. Die Funktion der Sparkassenzentralbank nimmt die Bayerische Landesbank wahr.

## Besonderheit im Geschäftsgebiet
In Schlüsselfeld überschneiden sich entgegen der üblichen Konvention, dass sich Sparkassen nicht gegenseitig Konkurrenz machen, das Geschäftsgebiet der Sparkasse Bamberg mit dem der Sparkasse Erlangen Höchstadt Herzogenaurach, welche 2017 durch eine Fusion der Sparkassen Erlangen und Höchstadt entstand. Der Grund dafür ist, dass im Zuge der Gebietsreform 1972 die Stadt Schlüsselfeld im Landkreis Erlangen aufging, mit dem der Landkreis Höchstadt an der Aisch zusammengelegt wurde. Der Landkreis wurde später in Erlangen-Höchstadt umbenannt, die Stadt Schlüsselfeld wurde aber 1978 dem Landkreis Bamberg zugeordnet. So wurde direkt bei der bestehenden Geschäftsstelle der Höchstadter Sparkasse eine der Bamberger eröffnet, die Höchstadter jedoch beibehalten, da insbesondere die nach Höchstadt pendelnden Schlüsselfelder dort ihre Konten hatten. 
Nach der Eröffnung der neugebauten Geschäftsstelle der Kreissparkasse Höchstadt 2012 hat sich die Konkurrenzsituation etwas entschärft, da nun ein größerer Abstand zwischen den beiden Sparkassen innerhalb von Schlüsselfeld vorhanden ist.